# Sărata Veche, Fălești
Sărata Veche este o localitate-reședință de comună din raionul Fălești, Republica Moldova. Localitatea este situată mai sus de pârâul Gârla Mare și are o populație de 4.329 locuitori conforma datelor recensământului din 2014.

## Geografie
Aceasta localitate se întinde pe coastele celor două dealuri ce străjuiesc valea față-n față. În partea de sud a satului, se află iazul Gârla cu o suprafață de 200 de ha și o lungime de peste 5 km., stația feroviară Scumpia și satul Scumpia. Prin preajma satului, trece calea ferată Chișinău - Ungheni - Bălți. În partea de nord, în raza comunei, se găsește fabrica de zahăr a raionului Fălești, care funcționează datorită culturii de sfeclă din regiune. Prin partea de asfințit a satului, trece drumul Sculeni-Fălești și satul se mărginește cu satul Călugăr. În componența comunei Sărata Veche se mai află două sate: Sărata Nouă și Hitrești, situate peste drumul spre Fălești, care se numește Șleah. Comuna are circa 4500 de ha de pământ arabil, cu următoarele toponime: Valea Șleahului, Humăria, Cânipiștele, Sângera (peste Gârlă), Vâlcele, La Movila, La Ruptură, Coardele, Podișul, Planul Popii, Hârtopul Scumpiei, Valea Grădinii, Viile Bătrânești, Hârtopul lui Vrabie, Lungul Vântului, Prosia, La Alaci, Hârtoapele Mari, Stamiru.
Valea satului este remarcabilă prin faptul că, în zilele de vară cu arșiță, la suprafață apare un strat de praf alb și sărat, care este la originea denumirii de Sărata Veche. Apele din anumite fântâni au un gust sălciu-sărat, de aceea sătenii sunt nevoiți să-și aducă apa de la fântâni mai îndepărtate.

## Istoric

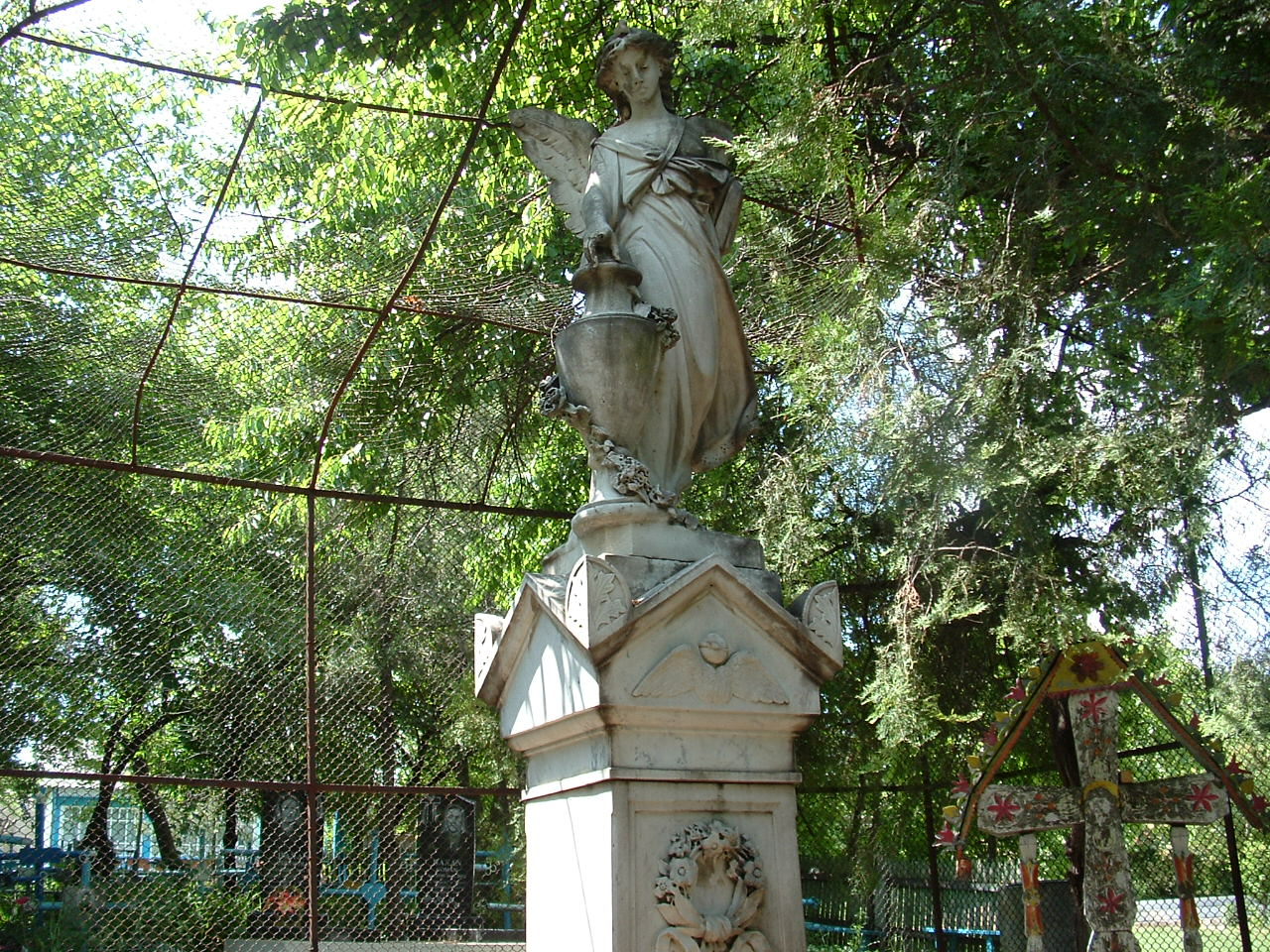
Monument din Sărata veche

Sărata a fost întemeiată de băștinași în Evul Mediu  Din acea vreme, pe moșia satului, se afla patru movile funerare, rămase de la triburile nomade care în adâncul istoriei au năvălit peste băștinași din stepele asiatice, mai sunt două fîntîni, din bîrne de stejar, pe valea satului și un mormânt cu obiecte votive, descoperit în anii 1977-78. La deshumarea lui, au participat persoane de la Institutul arheologic din Chișinău.

### Țara Moldovei
Prima atestare a localității este menționată la 30 aprilie 1554, unde se spune: 
„Din mila lui Dumnezeu, noi Alexandru Voievod, domn al Țării Moldovei. Facem cunoscut cu această carte a noastră tuturor celor ce o vor vedea sau o vor auzi cetindu-se, că pe această adevărată slugă a noastră Petrea și sora lui Marie, copiii Stanei, nepoții lui Ignat Stolnic, i-am miluit cu mila noastră deosebită și le-am dat și le-am întărit, de la noi, în țara noastră Moldova, ocinele și dedinele lor drepte, din uricele lor drepte cu privilegii ale bunicului lor Ignat Stolnic, ce lea avut de la străbunii noștri... satul pe Prut, unde a fost Ștefan Negrul, și o seliște la Sărata, la rediul lui Terchilă și unde a fost Fântâna lui Afendicici și jumătate din Jemăroaia, partea de sus. Toate acestea mai sus scrise să le fie lor de la noi uric cu tot venitul, lor și copiilor lor și nepoților lor și strănepoților lor și răstrănepoților lor și întregului lor neam, cine li se va alege cel mai de aproape neclintit niciodată, în veci...”
Moșia satului Sărata din vremuri îndepărtate a aparținut familiei Rusetti-Roznovanu, de origine italiană dar de loc din localitatea Roznov, din partea dreapta a Prutului. Străbunicul sau Iordache Rosetti, supranumit de Ion Neculce „matca tuturor răutăților” boier moldovean bogat și care la moartea sa la 1718, lasă cea mai mare avere teritoriala care s-a văzut vreodată în Moldova, „înmulțită cu japca”, conform celor prezentate de Radu Rosetti. Prin urmașii săi, șase fete și cinci băieți s-au întemeiat familiile rosetistilor din Roznov, Solești, Bălănești, Ciortești și Pribești (județul Neamț de astăzi). În or. Roznov este amenajat Muzeul Ghiorghe Rusett Roznovanu și a urmașilor săi.
Iordache (din limba greaca Gheorghe) Rusetti Roznovanu s-a născut în anul 1764 și a decedat în anul 1836, a fost caimacam (locțiitor de domnitor) în anul 1807 în luna decembrie. În anii 1806-1812 el a condus Visteria statului moldav. Era un om cult, cunoștea franceza, germana, rusa, era un pasionat bibliofil. Casa lui, din localitatea Stanca, a fost vizitata de Aleksandr Pușkin. A fost căsătorit de două ori, cu Profira (Pulcheria) Balș care a decedat în anul 1799, cu care a avut doi copii, Neculai Rosetti Roznovanu (1794- 1858) și Alexandru Rosetti Roznovanu (1798-1853) și cu Anika Bogdan (1773-1852) Logofteasa căreia îi aparținea moșia de la Sărata Nouă. El a fost nevoit sa emigreze în Basarabia unde avea o buna parte din averea sa. În 1817, conform recensământului el deținea: în ținutul Hotin localitățile Nelipăuți, Rotunda, Mărcăuți și Briceni; în ținutul Soroca localitățile Rublenița și Soroca. Conform datelor din Arhiva Națională a Republicii Moldova în acea perioada lui ai aparținea și moșia Sărata.

### Ocupația țaristă
O situație mai clară despre sat a apărut la începutul secolul al XIX-lea, după anexarea interfluviului dintre Prut și Nistru la Imperiul Rus, în urma tratatului „Pacea de la București” dintre Imperiul Rus, Turcia, Prusia, Franța și Imperiul Habsburgic, din 1812. Îndată după aceste evenimente, Imperiul Rus, intre anii 1812-1813, a făcut o evaluare despre starea bisericilor , iar in anul 1817, a efectuat recensământul populației, referitor la starea socială, economică și apartenența pământurilor în Basarabia. Paralel cu recensământul populația din Sărata Veche și din cele 8 ținuturi ale Basarabiei (ținuturile Hotin, Bender, Ismail, Codru, Greceni, Soroca, Orhei și Iași, din care făcea parte și Sărata Veche) au fost impuși să depună jurământul de supușenie și credință Țarului și Prestolului Rus. Între țărănimea de la sate s-a iscat o mare panică, mulți locuitori fugeau și se ascundeau de aceste evenimente.
Pentru a îndeplini prescripția Țarului, au fost organizate un comitet special, comisii cu ispravnici, inspectori și revizori. S-a apelat la Biserica Moldovenească, in frunte cu Mitropolitul Gavriil(Bănulescu-Bodoni) ca, in toate eparhiile, să fie întocmite registre unde in fața ispravnicului și revizorului să fie înscriși cei ce au depus jurământul. Să dea jurământul erau impuși nu numai moldovenii, dar și evreii, găgăuzii, bulgarii și alte națiuni ce locuiau pe acest pământ. În formulare, localitățile și populația erau introduși după trei categorii: A- bogați; B- mijlocași; G- săraci; Erau introduși și slujitorii bisericești, și cui aparținea moșia satului. Iată ce a fost introdus in registru despre Sărata Veche și cătunul (odaia) ei:
"31. Sărata- la categoria A- (bogați) 3 preoți; 1 diacon; 1 pălămar (paracliser); 1 mazil; 2 ruptași; la categoria B- nimeni; la categoria G (săraci) 150 gospodarii; 3 vădane; 6 burlaci; Total - 164 bărbați si trei femei. Au fost incluși și locuitorii din cătunul (odaia) Sărata Noua. Numărați erau numai partea bărbăteasca si femeile vădane, care aveau gospodărie si copii, deoarece trebuiau să plătească impozit. Satul și moșia lui aparțineau boierului moldav Marelui Vesternic Iordache Rosetti (Росит) Roznovanu. Pe moșie erau pământuri arabile, pășune și finețe în deajuns. Mai erau trei iazuri cu pește și 2 mori ce funcționau cu apă. Depărtarea până la satul Scumpia era de o oră". Satul la acea vreme avea cea mai mare populație, după târgul și mahalaua Făleștii, din ținutul Iași.
Conform actelor din Arhiva Națională a Republicii Moldova s-a constatat că, odaia Sărata Nouă, până in anii 1848-49, aparținea Logoftesei Anikia Rosetti Roznovanu (a doua soție a lui Iordache Ruset). Se vede ca in acest timp localitatea Sărata Veche este cumpărata de familia Goilav. Anul 1837, conform recensământului, in  Sărata erau 112 de case cu 435 de bărbați și 402 de femei. În sat trăiau Mazili (mazil - 1. Domn destituit; 2. boier scos din slujbă și supus la dări: gloata boierilor mazili și a boierinașilor, formau boierimea de la țară) Ei purtau familia Paladii si Zmeu.  Mai trăiau și  Ruptași,(ruptáș 1. Acela care lua în arendă câteva pogoane dintr-o moșie. 2 Clasa negustorilor care plăteau rupta(impozit). În ultimul timp (până la 1848), fiii de preoți și ai clasei privilegiate  purtau numele de familie Popovici și Bârcă. Pentru familia Paladi, documentul de mazil a fost înmânat de către cneazul moldav Konstantin Suzzi, in 1793,la 2 noiembrie; pentru familia Popovici- cneazul moldav Alexandru Moruzzi, in 1817;  Mazilii si Ruptașii erau numărați la recensământ separat. Ei erau oameni liberi, față de țărănimea din sat.
În anul 1861, în Rusia a avut loc reforma agrară ,eliberarea țăranilor iobagi și împroprietărirea lor cu pământ. Pentru împroprietărirea țăranilor cu pământ, in Regiunea Basarabia (așa era numită de ruși Moldova dintre Prut și Nistru) a fost alcătuită o comisie, in frunte cu Viceguvernatorului Regiunii  Basarabia, Consilierul Kuțkevici- Kișkin, cu membrii comisiei de la nobili: Ludvig Sikard și Konstantin Kazemir: de la biserică: starețul mănăstirii Dobrușa, Inochentii: din partea țăranilor din județul Iași, s. Sărata a avut onoarea să participe săteanul nostru Dimitrii Vasiliev Baxan și din județul Hotin s, Kriva Petre Nemeț: desemnat de Guvernatorul militar a fost avocatul Localităților Consilierul Navroțki: de la Ministerul Proprietăților de Stat Consilierul Strucov; de la Ministerul de Interne Consilierul Fon- Bradke; In realitate, pământul a fost repartizat peste 6-7 ani de la emiterea Decretului.
Țăranii din sat, care aveau familii, le-au fost repartizate așa numitele „nadeluri” - loturi de împroprietărire, care constituiau in jurul la 8 ha. pământ arabil, seliște și toloacă. Bucuria țăranilor din sat nu le-a fost mare. Ei trebuia sa-și lucreze pământul propriu ,dar și al boierului de la care l-au primit, ca sa-l răscumpere.  Iată lista cu numele de familie a țăranilor ale căror suflete aparțineau boierului Goilav: Bacal; Baxan; Babin; Braniste ; Bulancia ; Bîrcă; Botnari; Belous; Bucătari; Gîlcă; Gorin; Glavan; Gladii; Golovatic; Ghiorghița; Gumenii; Grubii; Evtenița; Nița; Pleșca; Pogurschii; Pădureț; Paraschivoi; Poperecinîi; Pavluțki; Rotari; Railean; Rușciuk; Kreț; Karp; Karas; Kașu; Kaduc; Kotruță; Krugleanca; Kuralari; Măciucă; Morari; Mureșan; Feredeu; Fodor; Fotea;  Fusa; Frumosu; Frațescu; Ciobanu; Ciornîi; Ciornogalov; Juncu;  Scurtu; Suvac; Străin; Tinică; Tabaran; Troia; Iurciuk; Voloșciuk; Vrăncian; Zubic; În comisia de recensământ au intrat: 1) Nicolai Kaduc(Niță); 2) Ilii Glavan;3) Ion Pogurschi; si4) V.Malenschi;
Țăranii nu aveau dreptul să părăsească sau să înstrăineze pământul. Tocmai peste douăzeci de ani, in 1881, li s-a dat dreptul de înstrăinare, dar numai la membrii obștii din s. Sărata Veche, care așa și se numea(obștea Sărata Veche). Acordul trebuiau sa-și deie cel puțin două treimi din numărul de membri ai obștii din sat. La acea vreme, obștea constituia circa 120 de gospodari cu loturi de pământ. Deoarece Sărata nu era sat de răzeși, țăranii erau impuși să plătească impozit la statul rus, câte zece ruble de suflet, pe an și pe lângă aceasta mai aveau o sumedenie de obligațiuni și supușenii. Numărați erau numai partea bărbătească, indiferent de vârstă.
În 1904, în sat erau 144 case cu 820 de persoane. La fiecare gospodărie reveneau câte 6-8 copii. Țăranii posedau pământ de împroprietărire: 1015 de desetine pe care predominau vii si livezi. Boierul Goilav deținea in sat 624 de desetine, în Sărata Nouă - 999 de desetine, in Sărata-de-mijloc - Hâtrești - 1579 de desetine. În sat mai era un heleșteu cu pește și o moară.

### Perioada românească
Iată ce avea Sărata la începutul perioadei de unire cu regatul României, după reforma agrară din 1920. Sărata Nouă avea 122 de gospodării cu 254 de bărbați și 248 de femei; aveau o gospodărie boierească, o cooperativă agricolă, care se numea „Sărata Nouă”, primărie, cârciumă, școală primară. Sărata Veche avea cooperativă agricolă care se numea „Sărata Veche”, primărie, școală primară mixtă, biserică ortodoxă, poștă rurală, post de jandarmi, telefon, o moară cu aburi și o cârciumă. În sat locuiau 858 de bărbați, 811 de femei in 400 de gospodării. În afară de boierul Goilav în sat mai aveau pământ și frații Leomid și Maria Stamerov care locuiau la Chișinău. În anul 1924, primar satului a fost Baxan Andronic, notar - Horhoinu Ioan, învățători - Jalandcovschi Alexandru, Rudier Teodor.
În anul 1924, Parlamentul României aprobă Legea privind unificarea administrativ-teritorială a României. Astfel, conform reformelor administrative, satul Sărata Veche își păstrează statul de reședință a comunei omonime, care includea și satele Ciolacu-Nou, Hâtrești și Sărata-Nouă. Comuna Sărata Veche făcea parte din plasa Fălești, județul Bălți. 
În toamna anului 1927, obștea „Sărata Veche” a cumpărat de la boierii Maria și Leonid Stamerov o sută de  hectare de pământ arabil, care era situat (după deal la dos) și au plătit boierilor- 1700000 de lei românești și 200 de mii lei taxe. Conform declarațiunii parților, pământul avea următoarele hotare: La Nord - nadelul satului Sărata Veche, la Sud, cu iazul Gârla și hotarul Almazov, la Vest- proprietatea domnului Șt. Goilav și la Est, cu pământul exproprietărit de la Leomid Stamerov. Terenul menționat a fost parcelat in modul următor: Alexsandru Cuparencu-5 ha.; Mihail Baxanu-3 ha; Simion Morariu-2 ha; Gheorghe Rărăncianu-2 ha; Constantin Rărancianu-2 ha; Anton Rărancianu-2 ha; Grigore Caras-1 ha; Ion Frumosu-2 ha; Grigore Palade-2 ha; Ion Eftenița-5 ha; Gheorghe Caduc-2 ha; Dumitru Caras-2 ha; Mitrofan Palade-2 ha; Eftenie Caras-1 ha; Eftenie Braniște-1 ha; Gheorghe Cutoreanu-2 ha; Filip Caras-1 ha; Toader Glavan-1 ha; Andrei Sandu-2 ha; Grigore Maciura-2 ha; Eftenie Răileanu-1 ha; Simion și Ștefan Braniște câte 2 ha; Ilie Glavan-1 ha; Vasile Tabaranu-1 ha; Vasile Baxan-10 ha; Gheorghe Golovatâi-2 ha; Efrosinia Rărancianu-2 ha; Andrei Rărancianu-2 ha; Efimie V. Fusu-2 ha; Pentelei Bacalu-2 ha; Maria V. Palade-1 ha; Grigore Rărancianu-3 ha; Simion Gr. Rărăncianu-1 ha; Vasilie Zubic-2 ha; Nichifor Zubic-1 ha;  Gheorghe Zubic-1 ha; Chirică Răileanu-1 ha;  Agafon Poperecinâi-3 ha; Ion Palade-2 ha; Andronic Palade-2 ha; Vasilie Braniște-2 ha; Zaharia Măciucă-1 ha; Mihail Palade-1 ha; Gheorghe Poperecinâi-2 ha; Andronic Răileanu-2 ha; Petrea Palade-2 ha; Ion Gh. Palade-1 ha; Spiridon Morariu-2 ha. și Fevronia Glavan dreptul la 1 ha..
Înainte de ocupația sovietică, edificiile boierești și curțile boierului Goilav, din Sărata, au fost cumpărate de către Pasecinic Nicolae, ca, mai apoi, să fie lăsate benevol Statului Sovietic pentru școli.
Structura etnică a populației, 1930
     Români (98,2%)
     Ruși (0,9%)
     Ucraineni (0,7%)
     Evrei (0,2%)
În anul 1928, în sfera comerțului activau 4 băcănii (care aparțineau Caras Constantin, Caras Iulian, Răileanu Ioan, Zubic Ion), 2 cârciumi (Cuporenco Alexandru, Gheorghiță Ioachim) meșteșugăritul era reprezentat 1 fierar (Povorozniuc Dimitrie), 2 cizmari (Corcinschi Roman, Mardirosevici L.), 1 rotar (Tănase I. Alexandru) și 3 tâmplari (Chelaru Grigore, Chelaru Teodor, Cosu Vasile.). Servicii financiare erau acordate de Banca Populară „Furnica”. În domeniul agricol funcționau Cooperativa agricolă „Sărata-Veehe”, Obștea de arendare „Sărata-Veche”, 2 mori cu abur (deținute de Alaci Carabet, Baxan Vasile) și 1 treierătoare (Alaci Carabet). Agricultori: Alaci Carabet 100 ha și 3 ha de vie, Golov Constantin 100 ha.
În educație funcționa 1 școală primară. Însemne administrative: primări, tribunalul Bălți, judecătorie de ocol Fălești. 
În anul 1930 are loc recensământul general al populației care a numărat în Sărata Veche 1646 de locuitori, inclusiv: români – 1616 persoane; ruși – 15 persoane; ucraineni – 12 persoane și 3 evrei. Limba română, în calitate de limba maternă, a fost declarată de 1619 persoane; limba rusă – 12 persoane; limba ucraineană - 12 persoane și limba idiș – 3 persoane.

### Ocupația sovietică
În anul 1940, la 28 Iunie, Basarabia a fost ocupată de trupele sovietice. Odată cu întoarcerea autorităților rusești, de data aceasta comuniste - sovietice, comuna a devenit un Soviet sătesc. Numai peste un an, în 1941, la 13 iunie și în Sărata Veche au fost găsiți niște „Dușmani ai Poporului”, care, peste noapte, au fost arestați și duși în Siberia, în regiunea Tomsk. 1. Primul pe listă a fost Filip Baxan, născut in 1899, cu soția Natalia, fiica Larisa și feciorii Pavel și Vasili; 2. Ștefan Baxan, n. 1895, cu soția Vera, feciorii Grigorii și Nicolai, cu fiicele Efrosinia , Eugenia, Parascovia și Tatiana; 3. Alexandru Cuparenco cu soția Olga, fiul Fiodor, fiicele Eleonora, Ludmila și Valentina; 4. Ion Gîlcă, n. în 1895 și decedat în 1941, în lagărul "IVDELLAG" din Ural, cu soția Efimia , feciorii Arcadie și Spiridon și fiicele Emilia și Liuba; Iată unde au fost duși primii martiri din Sărata Veche: https://www.proza.ru/2014/01/09/293
După război, în Sărata Veche, au fost puși în cătușe; 1. Mihail Cernei, născut în 1919; 2. Nichifor Cernogal, născut în 1896; 3. Ghiorghi Frățescu, născut în 1909; 4. Simion Frățescu, născut în 1902; 5. Nichifor Paladi, născut în 1888; 6. Foma Scurtu, născut în 1892; 7. Iacob Scurtu, născut în 1925;
În anul 1949 în Sărata Veche au fost deportați în Kazahstanul de Nord, st. Kurgan, familiile: 1. Fedora Ghiorghievna Caras, născută în 1904, cu fiul Ghiorghi Ghiorghievici n. 1939, fiicele Maria n. 1936 și Valentina, n. 1943; 2. Mariniuk Feodora Fiodorovna n. 1890; 3. Hristina Dimitrievna Cernogal, născută în 1899, cu fiica Parascovia Nichiforovna n. 1934; 4. Dimitrii Fiodorovici Comarciuc, născut în 1903; cu soția Nadejda Ghiorghievna,n. 1908,  feciorii: Nicolai, n. 1928, Vasilii,n. 1941, fiicele: Maria, n. 1935, Hristina, n. 1937, Evghenia n. 1939, Ecaterina n. 1948; 5. Liubovi Ivanovna Comarciuc, născută în 1915, cu fiul Ghiorghi Vasilievici n. 1938; 6. Anisia Ghiorghievna Fodor, născută in 1902, cu feciorii Ivan Ivanovici, n. 1943, Liomid Ivanovici n. 1940 și fiica Varvara, n. 1937 (care a fost îngropată de vie de un plug, pe care lucra noaptea la arat în stepa Kazahstanul de Nord) 7. Fevronia Ghiorghievna Frățescu, născută în 1914, cu fiicele Nina Ghiorghievna, n. 1935,, și Emilia, n. 1938;8. Anastasia Ivanovna Paladi,născută în 1889; 10. Iliea Ivanovici Pleșca, născut în 1904, cu soția Alexandra Antonovna, n. 1904, fiicele Hristina,n. 1931, Nina, n. 1933 și Valentina, n. 1935; 11. Zinovia Ghiorghievna Scurtu, născută în 1891, cu fiul Terinte și fiica Elena Fomovna, n. 1932 ; 12. Tolmaci Elena Ivanovna, n. 1922; Dupa ce au fost ridicați, în sat s-a format Kolhoz, în locul obștii (Sărata Veche). Pământurile, animalele și vitele mari cornute au fost cu forța luate în Colhoz.
La ultimul recensământ din perioada sovietică, din 1989, în Satul Sărata Veche au fost înregistrați 3157 locuitori, inclusiv 3155 români/moldoveni și 2 ruși.

## Simboluri

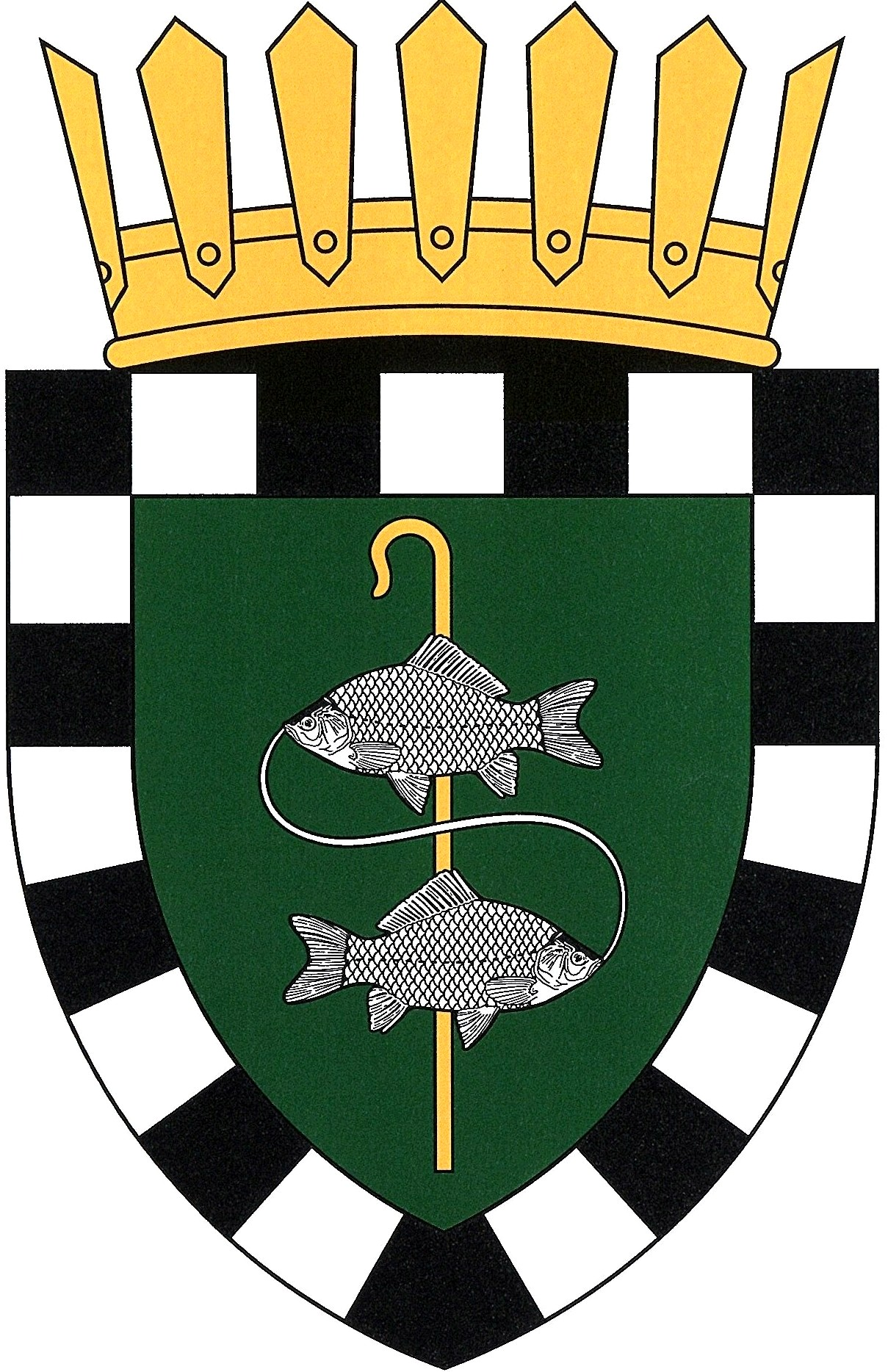
Stema satului Sărata Veche (2020)

Descrierea steme: În câmp verde, un toiag ciobănesc de aur, peste care broșează doi carași (Carassius gibelio) de argint, așezați în fascie, unul sub altul, cel de jos conturnat, și prinși de capetele aceleiași sfori, de asemenea de argint. Bordură componată, negru – de argint. Scutul timbrat de o coroană sătească de aur.
Drapelul satului Sărata Veche reprezintă o pânză pătrată verde, cu bordură componată din pătrate de 1/9 h, negru-alb, purtând în mijloc un toiag ciobănesc galben, peste care broșează doi carași albi, așezați în fascie, unul sub altul, cel de jos conturnat, și prinși de capetele aceleiași sfori, de asemenea albe.
Însemnele satului se înscriu în tradiția heraldicii autohtone, reflectând trecutul istoric, bogățiile naturale și ocupațiile economice tradiționale.
Toiagul ciobănesc de aur simbolizează îndeletnicirea de bază a localnicilor de creștere a oilor.
Cei doi carași de argint așezații broșând peste toiag, în fascie, unul sub altul, cel de jos – conturnat, și prinși de capetele aceleiași sfori, de asemenea de argint, întreaga compoziție sugerând litera S – inițiala denumirii satului, semnifică preocupare tradițională locală precum piscicultura. La recensământul funciar din 1817 se consemnează că pe moșia Sărata, ocolul Turii, ținutul Iași, sunt trei iazuri în care se prinde pește. De asemenea, „Dicționarul geografic al Basarabiei” din 1904, menționează existența unui mare heleșteu lângă satul Sărata Veche, bogat în pește.
Câmpul verde al stemei (și a drapelului) are o dublă semnificație. În primul rând, este vorba de marcarea industriei nutrețurilor (fabrică de pregătire a nutrețurilor combinate în cadrul Asociației raionale „Kolhozjivprom”). A doua semnificație a culorii verde se referă la dorința autorităților locale de  amenajare a parcurilor în localitate.
Un alt element heraldic îl constituie bordura componată din pătrățele negre și de argint alternându-se. Pătrățelele negre simbolizează, în limbaj heraldic, pământul, iar pătrățelele de argint – „sărătura de pe vale”, cu referire la originea denumirii Sărata Veche.

## Biserica din localitate
Ca majoritatea bisericilor din satele Moldovei, care au fost construite la sfârșitul secolului XVIII- începutul sec. XIX, biserica din Sărata Veche a fost întemeiată în anul 1800, cu hramul Sfântului Ierarh Nicolai - făcător de minuni. Construită din nuiele, biserica era destul de șubredă. În schimb avea tot strictul necesar pentru petrecerea slujbelor și obiceiurilor creștinești. Preot la biserică era părintele Gheorghi, care se născuse prin anul 1704, iar în anul 1819, în luna noiembrie, a decedat la vârsta de 115 ani și a fost îngropat în sat de către părintele Fiodor și părintele Ioann. Peste o sută de ani (1899), a fost construită actuala biserică, din piatră, de către obștea țăranilor din sat  și boierul Ghiorghi Goilav. Paroh la biserică era părintele Ioan Luscalov, diacon- Dimitrii Zavata, din Scumpia, ponomar- Ghiorghi Galiț. După războiul din 1941-45, biserica a fost închisă, doar la unele evenimente se mai băteau clopotele. Cîțiva ani in biserică  a funcționat biblioteca satului dar, după construcția Casei de Cultură din sat, biserica a rămas pustie. La sfârșitul anilor optzeci, cu ajutorul oamenilor din sat și a colhozului „Patria”, biserica a fost total renovată și funcționează. Hramul bisericii se sărbătorește la 19decembrie/22 mai sursă .
Mai mult de douăzeci de ani paroh la biserică este părintele Mihail Chiorescu.

## Educație
Școala din sat a fost întemeiată in anul 1902 și aparținea Zemstvei Guberniei Basarabia. Acest tip de școli in Rusia țaristă au fost deschise la sfârșitul anilor 1870, cu o clasă mixtă (fete și băieți), cu termenul de studii de trei ani, cu un singur învățător și vârsta copiilor de 8- 12 ani. Așa tip era in sat, dar erau și cu două clase, cu doi învățători, unde copiii învățau patru ani. In anul 1906 in sat erau 1153 locuitori cu 115 copii de vârsta școlară, dar școala frecventau in jurul la 27 de elevi. Copiii învățau într-o clasă special amenajată, cu un singur învățător. Școala era susținută de stat dar și de obștea „Sărata Veche”, ei îi aparțineau 33 desetine de pământ cu care se întreținea și în ea copii învățau scrisul caligrafic, aritmetica, legile creștinești, limba veche slavonă, din biserică (scrisul cititul) și cântările bisericești. În școală se învăța in limba rusă (așa era dispoziția de sus), dar condicele metricale erau tipărite in limba română cu grafia slavonă. Printre primii învățători în sat a fost Lefter Afanasii Vasilievici dar, pe parcursul anilor, satul a mai avut și alți profesori emeriți. În anul 1940 învățători în sat era familia Pasecinik Nicolae și Ecaterina, care cedase curțile boierești, recent cumpărate de la boieri, pentru școală în care mulți ani în șir au învățat copiii din sat. După război familia Pasecinik s-a strămutat la Soroca, unde feciorii lor Eugen și Boris le-au urmat calea. Timp de 40 de ani Boris a studiat chimia, pentru ce a fost onorat cu titlul de „Erou al muncii Socialist”e. În anul 1972 în sat a fost construită actuala școală „Liceul teoretic- Grigore Vieru..

## Personalități

### Născuți în Sărata Veche
- Ion Prodan (n. 1968), criminal în serie rus